# Richard Gonda
Richard Gonda (ur. 14 marca 1994 roku w Bańskiej Bystrzycy) – słowacki kierowca wyścigowy.

## Kariera
Gonda rozpoczął karierę w wyścigach samochodowych w 2010 roku od startów w Północnoeuropejskiego Pucharu Formuły Renault 2.0, Europejskiego Pucharu Formuły Renault 2.0, oraz w Central European Zone Championship E2-2000. W seriach północnoeuropejskiej i E2-2000 z dorobkiem odpowiednio 107 i 37 punktów uplasował się na 11 i szóstej pozycji w klasyfikacji generalnej. W europejskim pucharze nie był klasyfikowany. W późniejszych latach pojawiał się także w stawce Formuły 2, edycji zimowej European F3 Open, European F3 Open, Auto GP World Series oraz w Formule Acceleration 1.

## Wyniki

### GP3
| Legenda oznaczeń w tabelach wyników Wyświetl szablon na nowej stronie | Legenda oznaczeń w tabelach wyników Wyświetl szablon na nowej stronie                                                                     |
| Oznaczenie                                                            | Wyjaśnienie |
| --------------------------------------------------------------------- | --- |
| Złoty                                                                 | Zwycięzca lub mistrzostwo |
| Srebrny                                                               | 2. miejsce lub wicemistrzostwo |
| Brązowy                                                               | 3. miejsce lub II wicemistrzostwo |
| Zielony                                                               | Ukończył, punktował (w klasyfikacji generalnej, gdy zdobył co najmniej jeden punkt na przestrzeni sezonu, poza trzema powyższymi opcjami) |
| Niebieski                                                             | Ukończył, nie punktował (w klasyfikacji generalnej, gdy nie zdobył co najmniej jednego punktu na przestrzeni sezonu)                      |
| Czerwony                                                              | Nie zakwalifikował się (NZ) |
| Czerwony                                                              | Nie prekwalifikował się (NPK) |
| Różowy                                                                | Nie ukończył (NU) |
| Różowy                                                                | Niesklasyfikowany (NS) (w klasyfikacji generalnej, gdy nie został sklasyfikowany w żadnym wyścigu sezonu)                                 |
| Czarny                                                                | Zdyskwalifikowany (DK) |
| Czarny                                                                | Wykluczony (WYK/EX) |
| Biały                                                                 | Nie wystartował (NW) |
| Biały                                                                 | Kontuzjowany (K/INJ) |
| Biały                                                                 | Wyścig odwołany (OD/C) |
| Bez koloru                                                            | Został wycofany (WYC/WD) |
| Bez koloru                                                            | Nie przybył (NP/DNA) |
| Bez koloru                                                            | Nie brał udziału w treningach (NT/DNP) |
| Bez koloru                                                            | Nie został zgłoszony (–) |
| Pogrubienie                                                           | Start z pole position |
| Kursywa                                                               | Najszybsze okrążenie wyścigu |
| †                                                                     | Nie ukończył, ale jego rezultat został zaliczony ze względu na przejechanie więcej niż 90% dystansu wyścigu.                              |
| *                                                                     | Sezon w trakcie |
| 1/2/3                                                                 | Punktowana pozycja w sprincie kwalifikacyjnym                                                                                             |
| Lista systemów punktacji Formuły 1                                    | |

| Rok  | Zespół            | Wyniki w poszczególnych eliminacjach | Wyniki w poszczególnych eliminacjach | Wyniki w poszczególnych eliminacjach | Wyniki w poszczególnych eliminacjach | Wyniki w poszczególnych eliminacjach | Wyniki w poszczególnych eliminacjach | Wyniki w poszczególnych eliminacjach | Wyniki w poszczególnych eliminacjach | Wyniki w poszczególnych eliminacjach | Wyniki w poszczególnych eliminacjach | Wyniki w poszczególnych eliminacjach | Wyniki w poszczególnych eliminacjach | Wyniki w poszczególnych eliminacjach | Wyniki w poszczególnych eliminacjach | Wyniki w poszczególnych eliminacjach | Wyniki w poszczególnych eliminacjach | Wyniki w poszczególnych eliminacjach | Wyniki w poszczególnych eliminacjach | Punkty | Pozycja |
| ---- | ----------------- | ------------------------------------ | ------------------------------------ | ------------------------------------ | ------------------------------------ | ------------------------------------ | ------------------------------------ | ------------------------------------ | ------------------------------------ | ------------------------------------ | ------------------------------------ | ------------------------------------ | ------------------------------------ | ------------------------------------ | ------------------------------------ | ------------------------------------ | ------------------------------------ | ------------------------------------ | ------------------------------------ | ------ | ------- |
| 2016 | Jenzer Motorsport | ESP                                  | ESP                                  | AUT                                  | AUT                                  | GBR                                  | GBR                                  | HUN                                  | HUN                                  | GER                                  | GER                                  | BEL                                  | BEL                                  | ITA                                  | ITA                                  | MAL                                  | MAL                                  | ARE                                  | ARE                                  | 0      | 25      |
| 2016 | Jenzer Motorsport | 13                                   | 17                                   | 19                                   | NU                                   | –                                    | –                                    | 13                                   | 15                                   | –                                    | –                                    | –                                    | –                                    | –                                    | –                                    | –                                    | –                                    | –                                    | –                                    | 0      | 25      |

### Podsumowanie
| Sezon | Seria                                         | Zespół            | Wyścigi | Zwycięstwa | PP | NO | Podium | Punkty | Pozycja |
| ----- | --------------------------------------------- | ----------------- | ------- | ---------- | -- | -- | ------ | ------ | ------- |
| 2010  | Północnoeuropejski Puchar Formuły Renault 2.0 | Sophidea          | 10      | 0          | 0  | 0  | 0      | 107    | 11      |
| 2010  | Europejski Puchar Formuły Renault 2.0         | Krenek Motorsport | 2       | 0          | 0  | 0  | 0      | 0      | NS      |
| 2010  | Central European Zone Championship E2-2000    |                   |         |            |    |    |        | 37     | 6       |
| 2011  | Europejski Puchar Formuły Renault 2.0         | Krenek Motorsport | 14      | 0          | 0  | 0  | 0      | 0      | 39      |
| 2011  | Północnoeuropejski Puchar Formuły Renault 2.0 | Krenek Motorsport | 7       | 0          | 0  | 0  | 0      | 18     | 40      |
| 2012  | Północnoeuropejski Puchar Formuły Renault 2.0 | Krenek Motorsport | 4       | 0          | 0  | 0  | 0      | 15     | 38      |
| 2012  | Formuła 2                                     | Motorsport Vision | 2       | 0          | 0  | 0  | 0      | 4      | 16      |
| 2013  | European F3 Open                              | Drivex School     | 16      | 0          | 0  | 0  | 0      | 10     | 18      |
| 2013  | European F3 Open - Championship Cup           | Drivex School     | 16      | 7          | 9  | 7  | 11     | 100    | 1       |
| 2013  | European F3 Open (edycja zimowa)              | Drivex School     | 2       | 0          | 0  | 0  | 1      | 0      | NS†     |
| 2014  | Auto GP World Series                          | Virtuosi Racing   | 2       | 0          | 0  | 0  | 0      | 0      | 22      |
| 2014  | Formuła Acceleration 1                        | Team Ghinzani     | 10      | 0          | 0  | 0  | 4      | 74     | 3       |
| 2015  | Renault Sport Trophy - Endurance              | ART Junior Team   | 6       | 2          | 2  | 1  | 5      | 95     | 2       |
| 2015  | Renault Sport Trophy - Prestige               | ART Junior Team   | 6       | 1          | 4  | 2  | 3      | 123    | 2       |
| 2016  | Seria GP3                                     | Jenzer Motorsport | 6       | 0          | 0  | 0  | 0      | 0      | 25      |

† – Gonda nie był zaliczany do klasyfikacji.